# Identification Control Ignition Card
ICIC staat voor: Identification Control Ignition Card. 
Dit is een elektronische contactsleutel (chipcard) voor motorfietsen. Het systeem werd door Suzuki beproefd bij het Nuda studieproject (1987). Het werd ook wel SCKS (Suzuki Card Key System) genoemd.
Met dit systeem moet het onmogelijk zijn de motorfiets te starten zonder de juiste sleutel. Toch was Suzuki uiteindelijk niet de eerste die op de markt kwam met een dergelijk systeem. Honda was de eerste met een systeem dat HISS (Honda Ignition Security System) heet.